# Craven Cottage
Das Craven Cottage ist ein im Umbau befindliches Fußballstadion im Londoner Stadtbezirk Hammersmith and Fulham, direkt am Ufer der Themse. Es ist Eigentum und Spielstätte des englischen Fußballclubs FC Fulham, dessen Mannschaft darum auch „The Cottagers“ genannt wird. Es bot bis 2019 insgesamt 25.700 Sitzplätze auf vier Tribünen: dem Putney End, dem Hammersmith End, dem Johnny Haynes Stand und dem Riverside Stand. In der Umbauphase waren es 24.500 (Saison 2024/25). Nach der Eröffnung des neuen Riverside Stand sind es 29.600 Plätze.

## Geschichte
Das erste Spiel im Craven Cottage fand am 10. Oktober 1896 im Middlesex Senior Cup zwischen dem FC Fulham und dem FC Minerva (4:0) statt. Zwischen Mai 2002 und Juni 2004 wurde das Stadion renoviert. Am besten erreicht man das Stadion mit der London Underground. Von der Station Putney Bridge an der District Line sind es etwa 10 bis 15 Gehminuten. In seiner Geschichte wurde das Stadion auch für Rugby-Spiele genutzt. Es war von 1980 bis 1984 Heimspielstätte der Rugby-League-Mannschaft des FC Fulham, dem Fulham Rugby League Club.
Seit Sommer 2019 wird das Stadion auf 29.600 Plätze ausgebaut. Dafür wird die Haupttribüne Riverside Stand durch einen von Populous entworfenen Neubau ersetzt. Im März 2018 bekam der Club die Planungsgenehmigung. Der Neubau sollte 80 Mio. £ kosten und bis zum Start der Saison 2021/22 abgeschlossen sein.
Am 17. März 2022 gab der Club bekannt, dass zu Beginn der Saison 2022/23 der Unterrang des neuen Riverside Stand für die Zuschauer geöffnet wird. Dadurch können mehr als 2000 zusätzliche Besucher in das Stadion. Der Umbau wurde durch die COVID-19-Pandemie verzögert und sollte 2023 vollendet sein. Im September 2024 wurde bekannt, dass der gesamte Riverside Stand im Sommer 2025 geöffnet werden soll.
Am 10. Mai 2025 wurde der Riverside Stand vor dem Spiel gegen den FC Everton komplett eröffnet. Die Baukosten der Tribüne überschritten deutlich das ursprüngliche Budget von 100 Millionen Pfund. Eine genaue Summe wurde aber nicht genannt.

## Internationale Spiele
Im Craven Cottage wurden einige internationale Partien ausgetragen.
Männer
- 08. Mai 1973:  Nordirland –  Zypern 3:0 (Qualifikation zur WM 1974)[11]
- 09. Juni 2005:  Australien –  Neuseeland 1:0 (Freundschaftsspiel)[12]
- 06. Feb. 2007:  Griechenland –  Südkorea 0:1 (Freundschaftsspiel)[13]
- 17. Nov. 2007:  Australien –  Nigeria 1:0 (Freundschaftsspiel)[14]
- 18. Nov. 2009:  Südkorea –  Serbien 0:1 (Freundschaftsspiel)[15]
- 29. Mai 2008:  Irland –  Kolumbien 1:0 (Freundschaftsspiel)[16]
- 29. Mai 2009:  Irland –  Nigeria 1:1 (Freundschaftsspiel)[17]
- 05. Sep. 2011:  Brasilien –  Ghana 1:0 (Freundschaftsspiel)[18]
- 11. Sep. 2012:  Irland –  Oman 4:1 (Freundschaftsspiel)[19]
- 06. Feb. 2013:  Kroatien –  Südkorea 0:4 (Freundschaftsspiel)[20]
- 16. Okt. 2013:  Kanada –  Australien 0:3 (Freundschaftsspiel)[21]
- 28. Mai 2014:  Nigeria –  Schottland 2:2 (Freundschaftsspiel)[22]
- 27. Mär. 2018:  Kolumbien –  Australien 0:0 (Freundschaftsspiel)[23]

Frauen
- 09. Oktober 2018:  England –  Australien 1:1 (Freundschaftsspiel)[24]

Olympisches Fußballturnier 1948
- 31. Juli 1948:  Jugoslawien –  Luxemburg 6:1 (Achtelfinale)[25]
- 05. Aug. 1948:  Vereinigtes Königreich –  Frankreich 1:0 (Viertelfinale)[26]

U-21-Männer
- 22. Feb. 2000:  England –  Argentinien 1:0 (Freundschaftsspiel)[27]

Sonstige Spiele
- Am 26. Mai 2011 wurde im Craven Cottage das Endspiel der UEFA Women’s Champions League ausgetragen, das Olympique Lyon mit 2:0 gegen den 1. FFC Turbine Potsdam gewann.[28]
- Am 8. August 2016 wurde der Saudi-arabische Fußball-Supercup im Londoner Stadion ausgetragen. al-Ahli besiegte al-Hilal mit 4:3 im Elfmeterschießen.[29]

## Wissenswertes
Das namensgebende Cottage (deutsch Hütte) befindet sich zwischen dem Putney End und der Haupttribüne. Vor über 200 Jahren bestand die Gegend hauptsächlich aus Wald, weshalb an dieser Stelle eine Jagdhütte errichtet wurde, die heute noch Bestandteil des Stadions ist. Das Cottage wird heute als V.I.P.-Loge genutzt.

## Besucherrekord und Zuschauerschnitt
Die höchste Zuschauerzahl versammelte sich im Craven Cottage am 8. Oktober 1938 zum Spiel der Football League Second Division 1938/39 im Stadtderby gegen den FC Millwall. Das Spiel sahen 49.335 Besucher. In Zeiten moderner Sitzplatzstadien steht der Rekord bei 25.700 bei der Partie der Premier League 2009/10 am 26. September 2009 gegen den FC Arsenal.
- 2014/15: 18.276 (Football League Championship)
- 2015/16: 17.566 (Football League Championship)
- 2016/17: 19.199 (EFL Championship)
- 2017/18: 19.896 (EFL Championship)
- 2018/19: 24.371 (Premier League)
- 2019/20: 18.204 (EFL Championship)
- 2020/21: k. A. (COVID-19-Pandemie)
- 2021/22: 17.774 (EFL Championship)
- 2022/23: 23.766 (Premier League)
- 2023/24: 24.301 (Premier League)

## Galerie

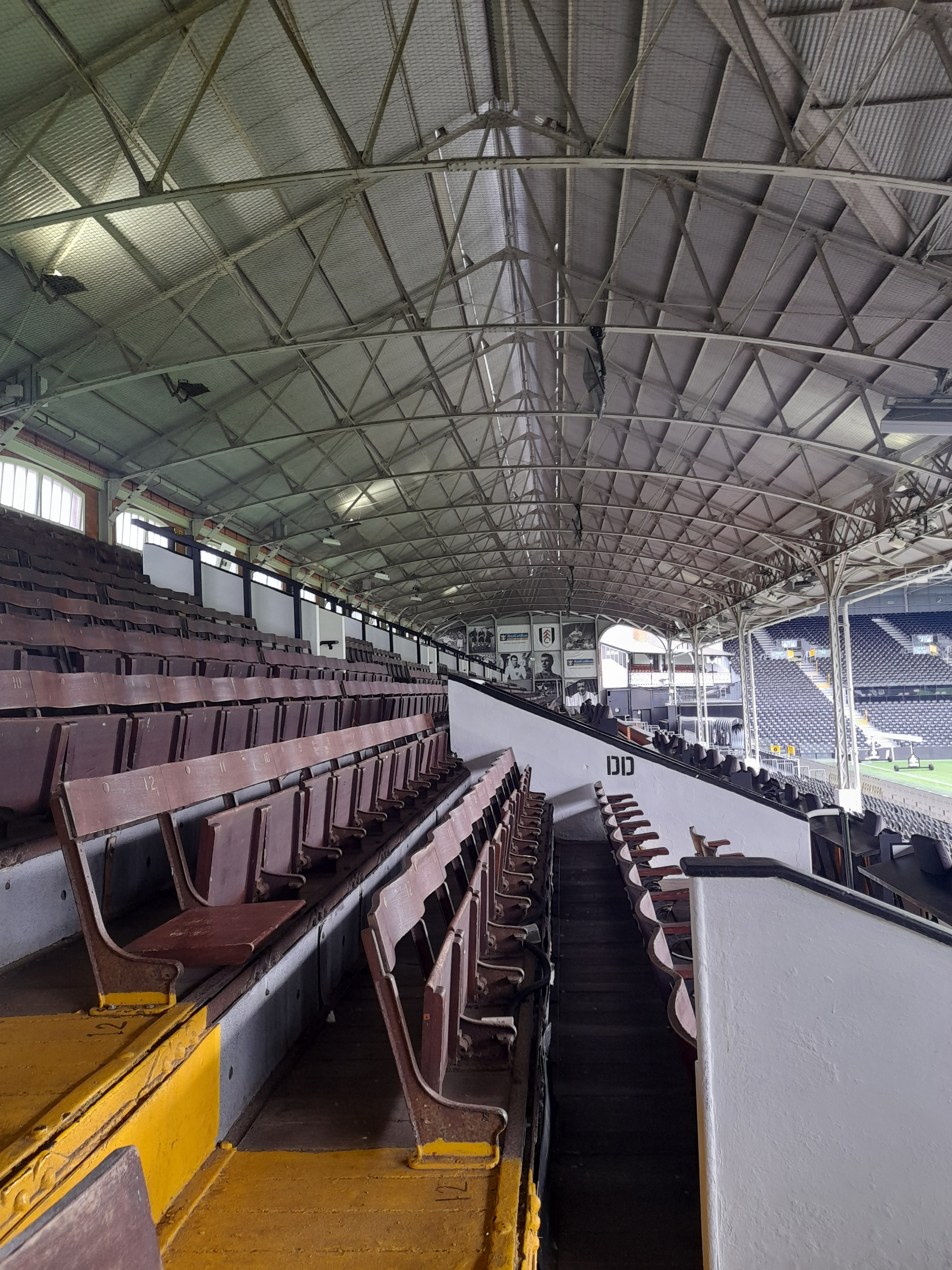
Alter Johnny-Haynes-Stand im Craven Cottage, noch mit Holzsitzen
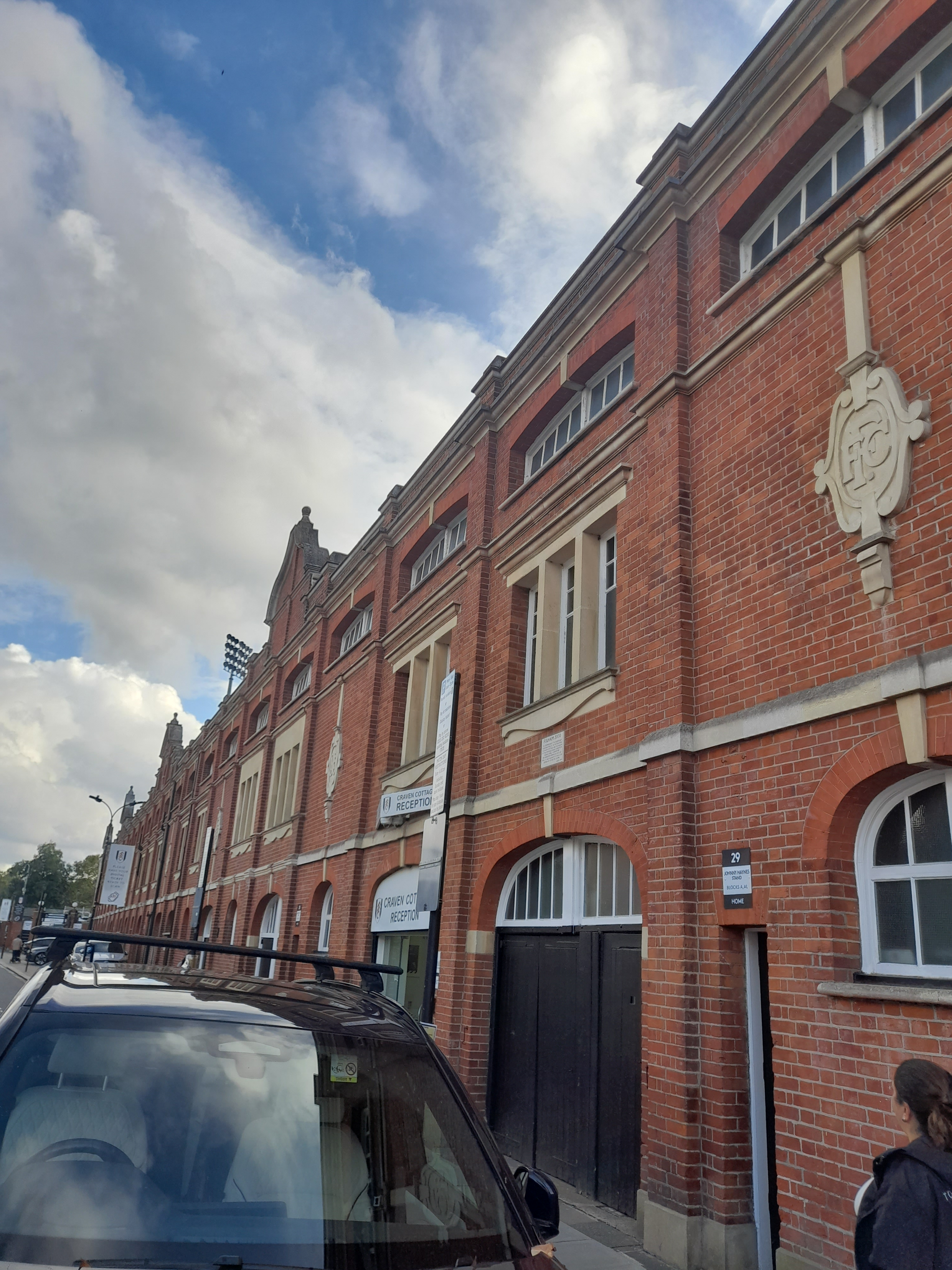
Außenansicht des Craven Cottage
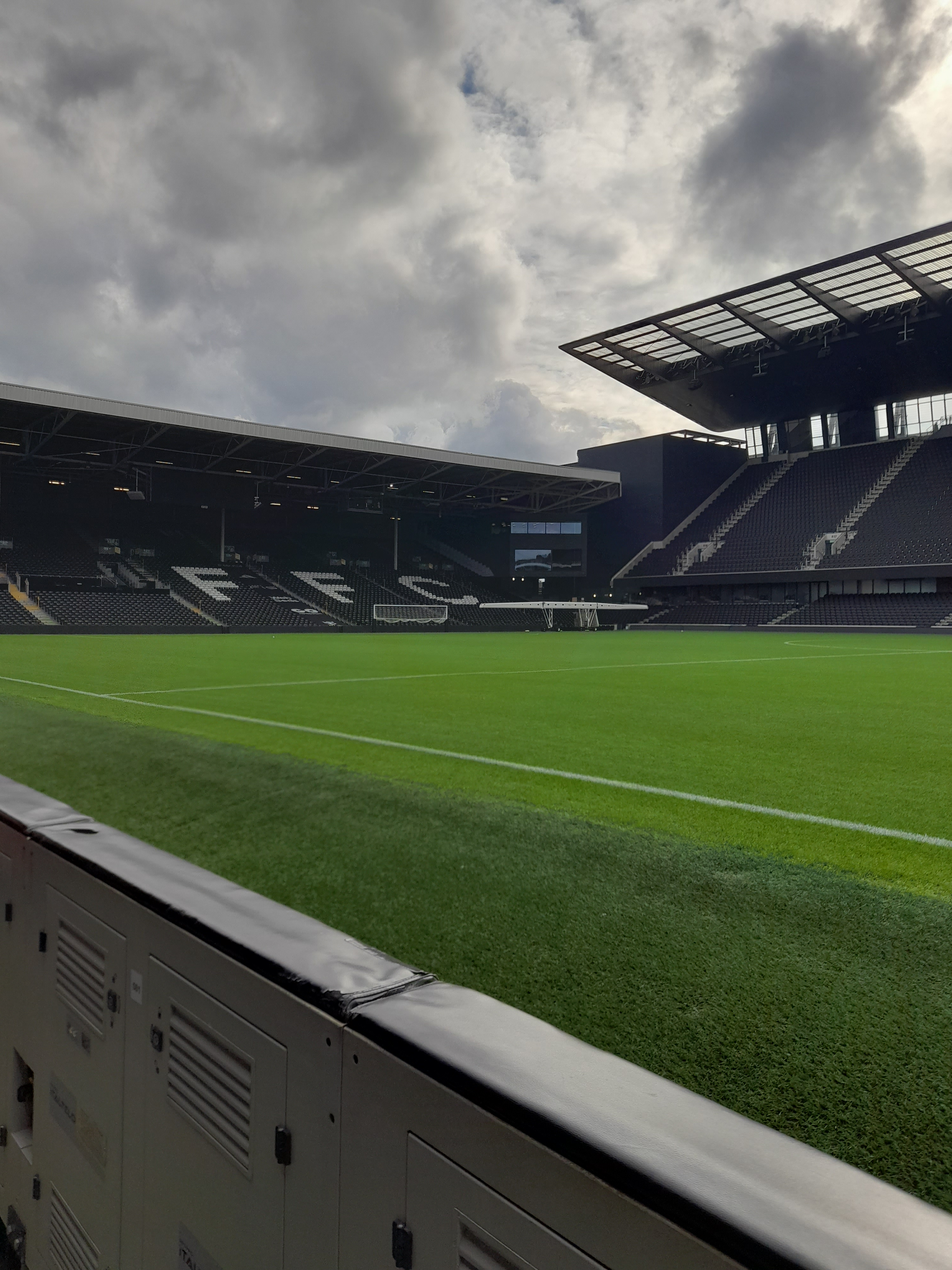
Innenansicht von unten im Craven Cottage. Blick auf Putney End und Riverside Stand
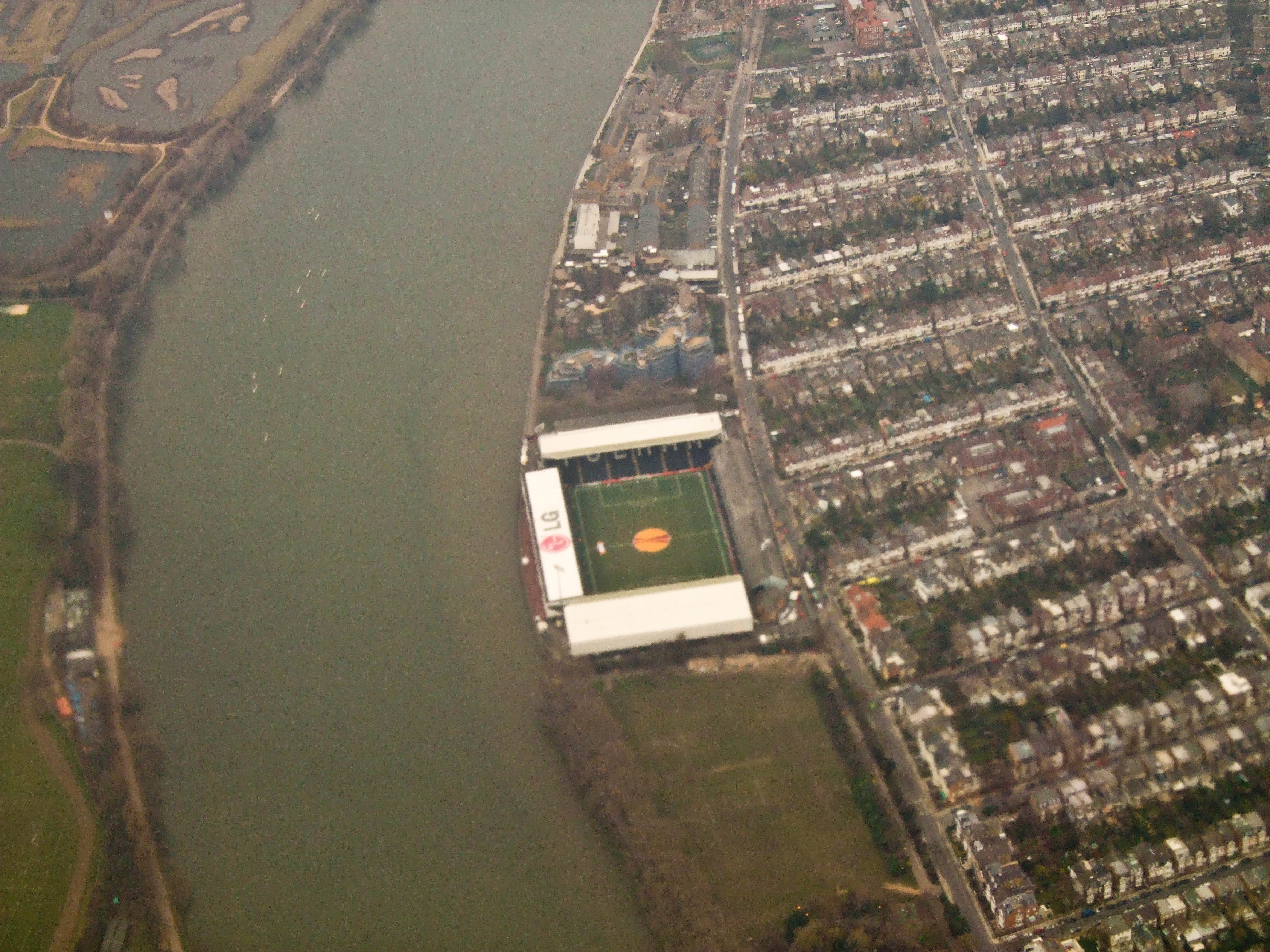
Luftbild des Craven Cottage von 2010
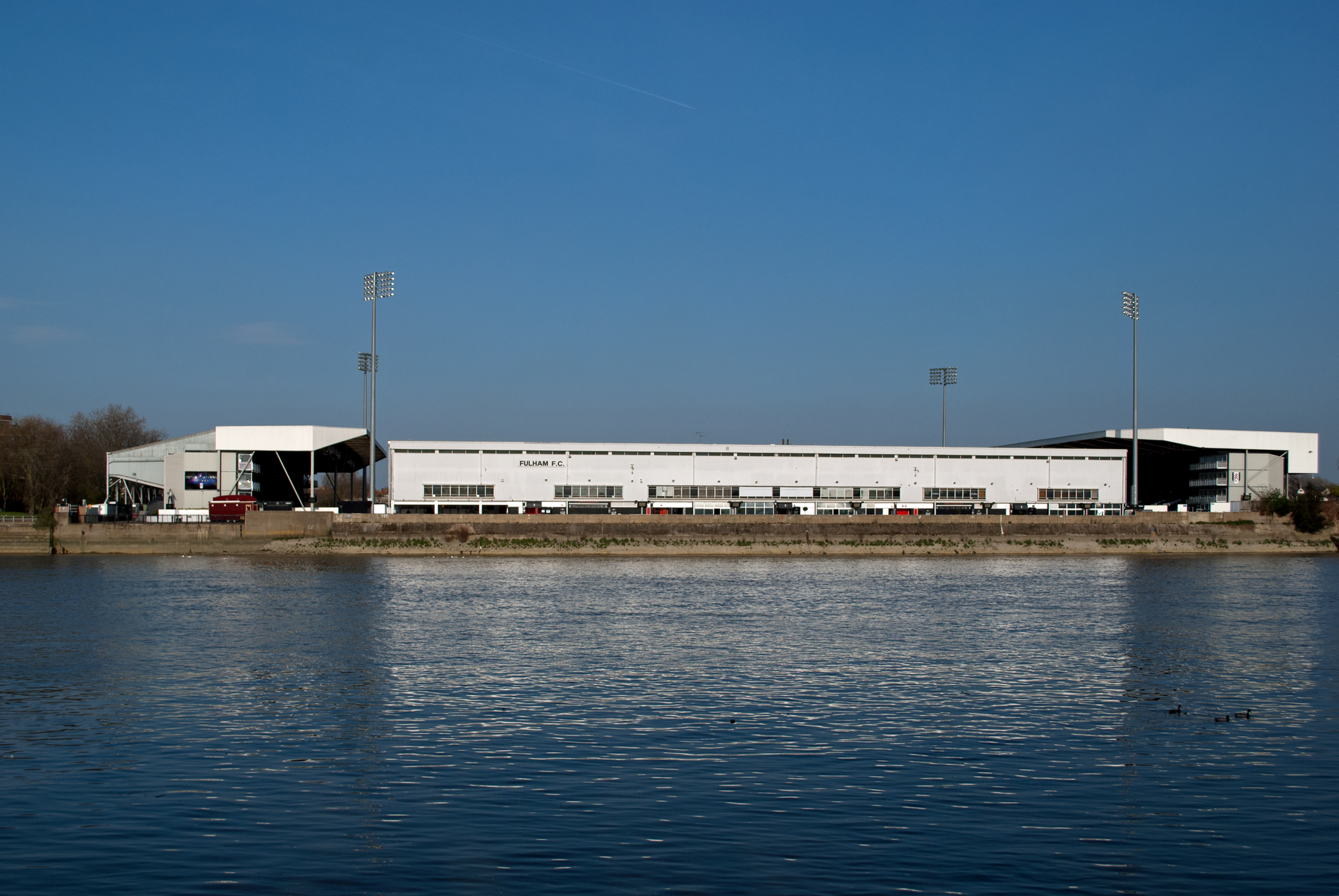
Blick über die Themse auf das Craven Cottage (2012)
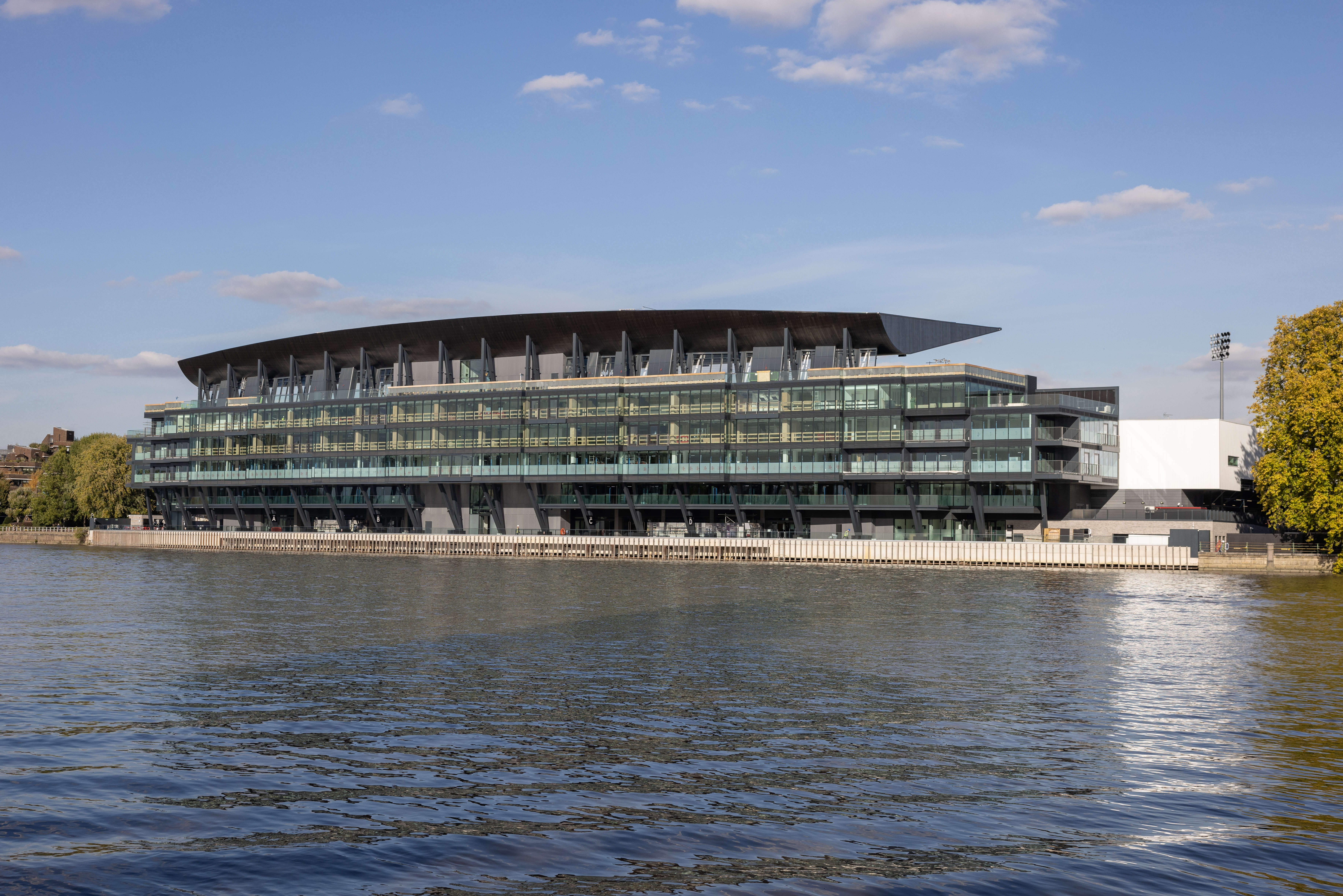
Neubau Riverside Stand im 2022
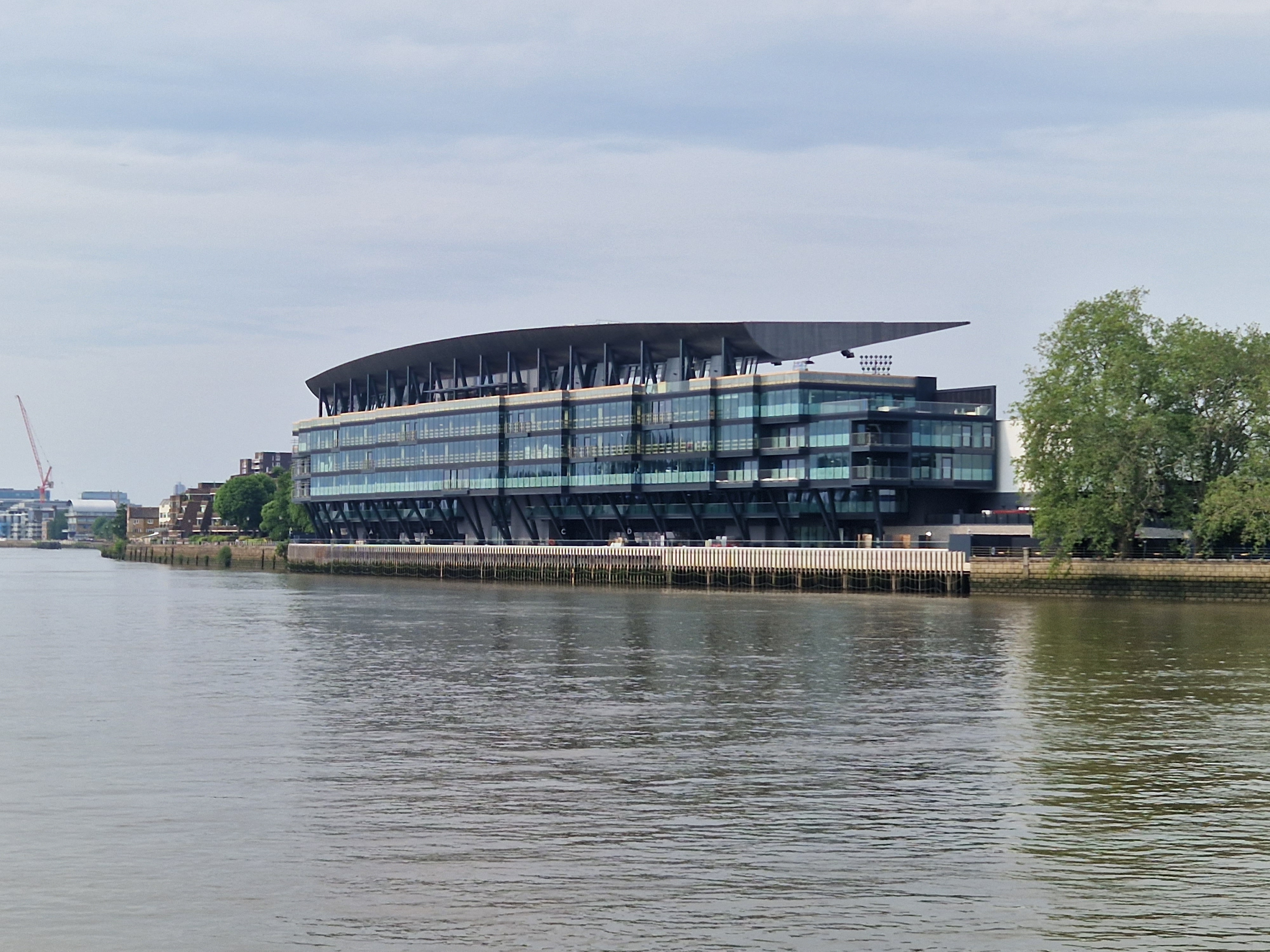
Baustelle Riverside Stand im Juni 2023